# Processanalys
Processanalys är en analys av en process i en organisation, som framför allt syftar till att utvärdera processen utifrån tre olika egenskaper:
- Effektivitet - att processen leder från start till mål på ett snabbt och ekonomiskt sätt
- Ändamålsenlighet - att processen verkligen fyller en funktion genom att tillfreddställa ett behov
- Flexibilitet - att processen dels kan klara av att uppfylla olika behov och dels kan anpassas till att behov kan förändras med tiden